# Perdonato dalle lucertole
Perdonato dalle lucertole è stato il primo libro scritto da Davide Bernasconi, pubblicato nel 1997. Il libro raccoglie le poesie inedite dell'autore, che rivela in questa pubblicazione una vena artistica di forte matrice italiana, in lingua lombarda o italiana.

## Edizioni
- Davide Bernasconi, Perdonato dalle lucertole, Edlin, 1997.